# Monestier (Allier)
Pour les articles homonymes, voir Monestier.
Monestier est une commune française située dans le département de l'Allier, en région Auvergne-Rhône-Alpes.

## Géographie

### Localisation
Monestier est une commune située au sud du département de l'Allier, à environ 28 km à l'ouest-nord-ouest de Vichy et 53 km au nord de Clermont-Ferrand. Ses 29,68 km2 de superficie en font une des communes les plus étendues du département.
Le village de Monestier (« le Bourg ») est entouré de forêts et prend place dans un paysage vallonné. L'altitude moyenne de la commune est de 320 m.
D'un point de vue géologique, la majorité du sous-sol de la commune est constituée de granit et de gneiss. On trouve aussi des dépôts sédimentaires du Tertiaire (essentiellement du sable et des galets quartzeux).
Ses communes limitrophes sont :
| Target          | Voussac   | Fleuriel                |
| Chirat-l'Église | Monestier | Deneuille-lès-Chantelle |
| Bellenaves      | Chezelle  | Chantelle               |

### Transports
La commune est traversée par l'autoroute A71 reliant Paris à Clermont-Ferrand. Deux aires de repos sont implantées : l'aire de la Bouble, dans le sens vers Clermont-Ferrand, et l'aire de Chantelle-en-Bourbonnais en direction de Paris. Les routes départementales 22 (depuis Voussac), 42 (depuis Montmarault), 43 (de Chantelle-la-Vieille à Bellenaves), 280 (vers Fleuriel), 282 (vers Deneuille-lès-Chantelle et Target) et 582 (vers Target) la desservent également.

### Climat
Pour des articles plus généraux, voir Climat d'Auvergne-Rhône-Alpes et Climat de l'Allier.
En 2010, le climat de la commune est de type climat océanique dégradé des plaines du Centre et du Nord, selon une étude du CNRS s'appuyant sur une série de données couvrant la période 1971-2000. En 2020, Météo-France publie une typologie des climats de la France métropolitaine dans laquelle la commune est exposée à un climat de montagne ou de marges de montagne et est dans une zone de transition entre les régions climatiques « Centre et contreforts nord du Massif Central » et « Ouest et nord-ouest du Massif Central ».
Pour la période 1971-2000, la température annuelle moyenne est de 11,1 °C, avec une amplitude thermique annuelle de 16,1 °C. Le cumul annuel moyen de précipitations est de 734 mm, avec 9,7 jours de précipitations en janvier et 7,2 jours en juillet. Pour la période 1991-2020, la température moyenne annuelle observée sur la station météorologique de Météo-France la plus proche, « Chareil-Cintrat_sapc », sur la commune de Chareil-Cintrat à 8 km à vol d'oiseau, est de 11,9 °C et le cumul annuel moyen de précipitations est de 676,1 mm,. Pour l'avenir, les paramètres climatiques de la commune estimés pour 2050 selon différents scénarios d'émission de gaz à effet de serre sont consultables sur un site dédié publié par Météo-France en novembre 2022.

## Urbanisme

### Typologie
Au 1er janvier 2024, Monestier est catégorisée commune rurale à habitat très dispersé, selon la nouvelle grille communale de densité à 7 niveaux définie par l'Insee en 2022.
Elle est située hors unité urbaine et hors attraction des villes,.

### Occupation des sols

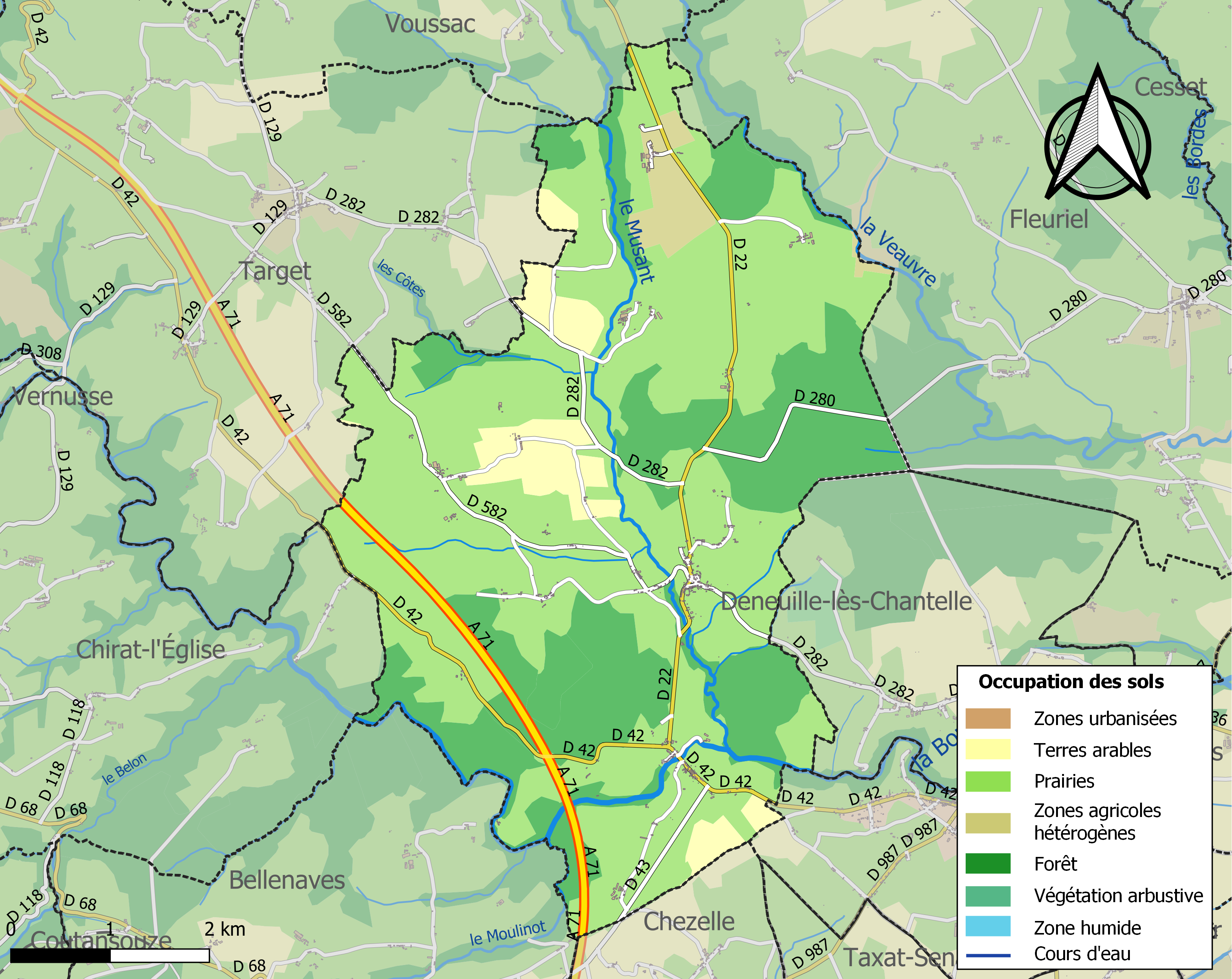
Carte des infrastructures et de l'occupation des sols de la commune en 2018 (CLC).

L'occupation des sols de la commune, telle qu'elle ressort de la base de données européenne d’occupation biophysique des sols Corine Land Cover (CLC), est marquée par l'importance des territoires agricoles (69,7 % en 2018), en diminution par rapport à 1990 (71,6 %). La répartition détaillée en 2018 est la suivante : 
prairies (61,2 %), forêts (30,3 %), terres arables (6 %), zones agricoles hétérogènes (2,5 %).
L'IGN met par ailleurs à disposition un outil en ligne permettant de comparer l’évolution dans le temps de l’occupation des sols de la commune (ou de territoires à des échelles différentes). Plusieurs époques sont accessibles sous forme de cartes ou photos aériennes : la carte de Cassini (XVIIIe siècle), la carte d'état-major (1820-1866) et la période actuelle (1950 à aujourd'hui).

## Toponymie
Le village prend successivement les noms de « Monesterium » (milieu XIIIe siècle), « Monestier-le-Comble » (milieu XVe s.), « Monnetier » (milieu XVIIIe siècle), puis finalement « Monestier » (début XIXe siècle). « Monestier » vient du latin Monasterium, qui signifie « monastère, cloître, lieu habité par des moines ». Plusieurs monastères ont effectivement existé sur le territoire de Monestier et ses environs : le monastère des bénédictins du Pérou au-dessous du village de Charroux (rasé par les Huguenots en 1568) ; le monastère de Chantelle (existant toujours)… Après l'an mille, un monastère s'établit aussi au cœur de l'actuel village de Monestier.

## Histoire
Les origines de Monestier sont assez mal connues. En effet, il n'y a eu que très peu de découvertes archéologiques majeures, et les archives de la commune ne remontent qu'à 1675 (majoritairement des registres d'état civil).

### Période préhistorique
Il apparaît que depuis des temps très anciens, le territoire de l'actuelle commune de Monestier a été fréquenté par des hommes. Des restes d'outils en silex datés du Néolithique et du Chalcolithique ont été découverts dans des champs de la commune. Ceci s'explique par le fait que ce territoire était sur une voie de passage importante reliant les actuelles régions de Clermont-Ferrand et de Bourges.

### Période gallo-romaine
Le village de Monestier en lui-même n'a pas une origine très ancienne. Il en est fait mention par écrit qu'à partir du milieu du XIIe siècle. Cependant, des vestiges gallo-romains ont été découverts sur tout le territoire de la commune, attestant notamment de la présence d'exploitations agricoles (villae) et de voies romaines, le tout s'articulant autour de la bourgade romaine de Cantilia, station mentionnée sur la Table de Peutinger (actuelle Chantelle-la-Vieille, village dépendant de Monestier). Elle contrôlait le point de passage de la Bouble, par un pont à cinq arches, sur la voie Clermont-Ferrand-Bourges.

### Moyen Âge
Les premiers témoignages écrits (milieu XIXe siècle) attestant de l'existence du village de Monestier montrent qu'il était composé de quelques maisons bâties autour de l'église romane du XIe siècle. Le village, qui s'est développé progressivement tout au long du Moyen Âge, était peuplé essentiellement de paysans qui cultivaient le seigle, les fèves et un peu de blé ; et qui élevaient des bovins et des porcs. Nombreux étaient les monastères présents dans la région, dont un construit au sein du village de Monestier, jouxtant l'église. Par la suite, ce monastère a été remplacé par un prieuré-cure (XIVe siècle ?).
Jusqu'en 1789, la paroisse faisait partie de l'ancienne province d'Auvergne.

### À partir de 1792
La population, majoritairement paysanne, ne cesse de croître jusqu'en 1846 (1793 : 581 hab. ; 1846 : 904 hab.). De 1846 à 1871, la population baisse un peu, avec 791 habitants en 1871. Puis, jusqu'à la fin du XIXe siècle, un nouvel essor démographique porte la population à 909 habitants en 1896. À partir du début du XXe siècle, le déclin démographique s'amorce et demeure constant jusqu'à aujourd'hui : 1904 : 795 hab. ; 1939 : 626 hab. ; 1962 : 436 hab. ; 1982 : 274 hab. ; 1999 : 266 hab. La mécanisation de l'agriculture (surtout depuis 1946), le remembrement des terres agricoles, et l'évolution de la société en général, sont autant de facteurs qui expliquent le déclin de cette commune rurale.

## Politique et administration
| Période                                  | Période                      | Identité         | Étiquette         | Qualité                                                             |
| ---------------------------------------- | ---------------------------- | ---------------- | ----------------- | ------------------------------------------------------------------- |
| Les données manquantes sont à compléter. |                              |                  |                   |                                                                     |
| 1959                                     | 1998                         | Edmond Maupoil   | Rad. puis UDF-Rad | Agriculteur - Conseiller général du canton de Chantelle (1966-1992) |
| 1998                                     | juin 2013                    | Alain Guillaumin | FG, PS, PRG       |                                                                     |
| juillet 2013                             | En cours (au 8 juillet 2020) | Yves Maupoil     | UMP, DVD          | Agriculteur retraité                                                |

Alain Guillaumin, décédé en juin 2013, avait succédé à Edmond Maupoil, ancien maire Rad., décédé en 1998. Ce dernier était le père d'Yves Maupoil.
Lors des élections municipales, une seule liste se présente à Monestier, sans appartenance politique, regroupant des personnes de droite et de gauche.[réf. nécessaire]
Edmond Maupoil a été conseiller général du canton de Chantelle Rad. puis Parti radical de 1966 à 1992. Il était exploitant agricole. Le foyer socio-culturel de la commune de Monestier a été renommé Foyer socio-culturel Edmond-Maupoil.
Yves Maupoil a été adjoint de 1999 à 2013, année où il devient maire. Il est décrit comme l'une des « figures de la politique bourbonnaise ».
Depuis le 1er janvier 2017, afin que les arrondissements du département « correspondent à une meilleure cohérence administrative et [à une] adaptation aux bassins de vie », la commune est retirée de l'arrondissement de Moulins pour être rattachée à celui de Vichy.

## Population et société

### Démographie
L'évolution du nombre d'habitants est connue à travers les recensements de la population effectués dans la commune depuis 1793. Pour les communes de moins de 10 000 habitants, une enquête de recensement portant sur toute la population est réalisée tous les cinq ans, les populations de référence des années intermédiaires étant quant à elles estimées par interpolation ou extrapolation. Pour la commune, le premier recensement exhaustif entrant dans le cadre du nouveau dispositif a été réalisé en 2008.

En 2022, la commune comptait 280 habitants, en évolution de −1,06 % par rapport à 2016 (Allier : −1,38 %, France hors Mayotte : +2,11 %).
| 1793 | 1800 | 1806 | 1821 | 1831 | 1836 | 1841 | 1846 | 1851 |
| ---- | ---- | ---- | ---- | ---- | ---- | ---- | ---- | ---- |
| 589  | 646  | 716  | 885  | 809  | 842  | 858  | 904  | 886  |

| 1856 | 1861 | 1866 | 1872 | 1876 | 1881 | 1886 | 1891 | 1896 |
| ---- | ---- | ---- | ---- | ---- | ---- | ---- | ---- | ---- |
| 887  | 842  | 803  | 791  | 832  | 877  | 890  | 909  | 836  |

| 1901 | 1906 | 1911 | 1921 | 1926 | 1931 | 1936 | 1946 | 1954 |
| ---- | ---- | ---- | ---- | ---- | ---- | ---- | ---- | ---- |
| 795  | 809  | 780  | 661  | 601  | 646  | 632  | 535  | 467  |

| 1962 | 1968 | 1975 | 1982 | 1990 | 1999 | 2006 | 2008 | 2013 |
| ---- | ---- | ---- | ---- | ---- | ---- | ---- | ---- | ---- |
| 436  | 437  | 359  | 274  | 282  | 266  | 268  | 268  | 296  |

| 2018 | 2022 | - | - | - | - | - | - | - |
| ---- | ---- | - | - | - | - | - | - | - |
| 281  | 280  | - | - | - | - | - | - | - |

### Enseignement
Monestier dépend de l'académie de Clermont-Ferrand. Elle gère une école élémentaire publique.
Hors dérogations à la carte scolaire, les collégiens se rendent à Bellenaves et les lycéens à Saint-Pourçain-sur-Sioule.

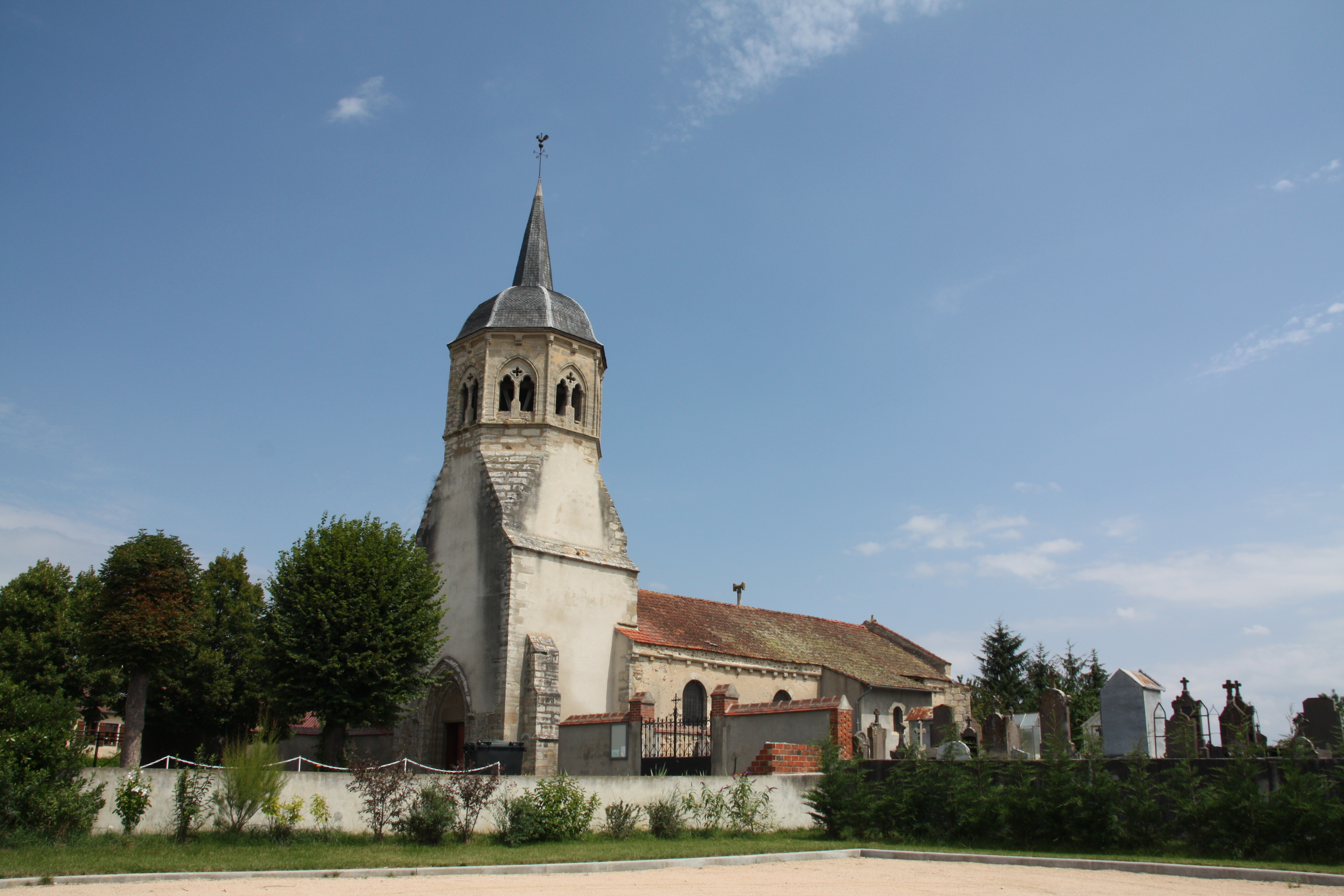
L'église Saint-Pourçain.

## Culture locale et patrimoine

### Lieux et monuments
- Église Saint-Pourçain, église romane du XIe siècle.
- Calvaire.
- Le Prieuré de Monestier, restaurant gastronomique construit au sein de l'ancien prieuré.

### Personnalités liées à la commune
L'écrivain Victor Margueritte, né à Blida (Algérie) en 1866, a passé les dernières années de sa vie à Monestier, où il est mort le 23 mars 1942. Il est l'auteur de La Garçonne (1922) et a coécrit, avec son frère Paul, Les Braves gens (1901), La Commune (1904). Il est enterré dans le cimetière de la commune.